# Liste der Monuments historiques in Bruille-Saint-Amand
Die Liste der Monuments historiques in Bruille-Saint-Amand führt die Monuments historiques in der französischen Gemeinde Bruille-Saint-Amand auf.

## Liste der Bauwerke
| Bezeichnung                   | Beschreibung              | Standort               | Kennzeichnung | Schutzstatus | Datum | Bild           |
| ----------------------------- | ------------------------- | ---------------------- | ------------- | ------------ | ----- | -------------- |
| Kapelle Notre-Dame de Malaise | Erbaut im 13. Jahrhundert | Rue Henri-Durre (Lage) | PA00107391    | Inscrit      | 1988  | weitere Bilder |